# BUDDY
BUDDY株式会社(バディ)は、日本の番組制作会社。

## 沿革
IVSテレビに所属していた、代表の分木が独立し、2011年6月に創設。

## 主な制作協力番組

### 現在
- 教えて!ニュースライブ 正義のミカタ（朝日放送）
- 水野真紀の魔法のレストランR（毎日放送）
- おとな旅あるき旅（テレビ大阪）
- 関西リーダー列伝〜キーパーソンの成功秘話〜（テレビ大阪）

### 過去
- 冒険チュートリアル（関西テレビ）
- ふりこん!（関西テレビ）
- 朝だ!タメ男（関西テレビ）
- ラッキー・トリッパー　Idol オン・ザ・ラン（関西テレビ）
- FNNスーパーニュースアンカー（関西テレビ）
- すてき彩事記（関西テレビ）
- 土曜はナニする!?（関西テレビ）
- 爆笑学園ナセバナ〜ル!（毎日放送）
- 業界用語の基礎知識　壇蜜女学園（テレビ埼玉）
- 大阪ほんわかテレビ（読売テレビ）
- 上沼・高田のクギズケ!（読売テレビ）
- たかじんNOマネーBLACK（テレビ大阪）
- ミライヤー（テレビ大阪）
- 朝だ!生です旅サラダ（朝日放送）
- YOUは何しに日本へ?（テレビ東京）
- ビーバップ!ハイヒール（朝日放送）
- テレビ大阪スペシャルドラマ「週末オトコ温泉同行会」(テレビ大阪）
- テレビ大阪旅ドラマスペシャル「それでも私は旅がしたい。〜今だからこその旅スタイル〜」（テレビ大阪）
- eスポーツにかける青春2019〜脳力高校生の熱き夏の戦い（テレビ大阪）
- eスポーツにかける青春2020〜脳力高校生の熱き夏の戦い（テレビ大阪）
- eスポーツにかける青春2021〜脳力高校生の熱き夏の戦い（テレビ大阪）
- お墓から見たニッポン SEASON 1（テレビ大阪）
- お墓から見たニッポン SEASON 2（テレビ大阪）
- お墓から見たニッポン SEASON 3（テレビ大阪）
- お墓から見たニッポン SEASON 4（テレビ大阪）
- お墓から見たニッポン SEASON 5（テレビ大阪）
- 東野幸治の爆研！ミライ科学特捜隊（朝日放送）
- 東野幸治のニッポン強靭化計画（朝日放送）
- ナゾの国に行ってみた　大阪万博ライバル都市徹底調査SP（テレビ大阪）
- 大阪がリゾートに変わる !?小籔のIRって何だスペシャル（テレビ大阪）
- 大阪人の新常識 OSAKA LOVER（テレビ大阪）

CM　DVD　舞台撮影　など
- アサヒビールインフォマーシャル2011　2012　2013 2014
- 笑撃武踊団　舞台「大坂炎上」撮影
- 笑撃武踊団　舞台「黒田官兵衛」撮影
- KOBerrieS♪On The Run KTV アイドル Special DVD
- FrilL FleuR On The Run  KTVアイドル Special DVD
- 大阪市立科学館プラネタリウムドラマ「宇宙人をさがす冴えたやり方－沈黙のフライバイ―」

他、多数。